# 용봉중학교
용봉중학교(龍鳳中學校)는 대한민국 광주광역시 북구 오치동에 있는 공립 중학교이다.

## 학교 연혁
- 1986년 1월 21일 : 설립 인가
- 1986년 2월 4일 : 본관 준공(교실 8, 관리실 3, 계단 3)
- 1986년 3월 1일 : 초대 김응재 교장 취임
- 1986년 3월 5일 : 개교, 8학급 (남녀 각 4학급 480명)
- 1986년 8월 3일 : 본관 8개 교실 증축
- 1989년 2월 10일 : 제1회 졸업식 (506명)
- 2010년 10월 20일 : 시 지정 연구학교 운영보고회(2/2년도 - 학교스포츠클럽의 효율적 운영 방안 연구)
- 2023년 3월 1일 : 빛고을 혁신학교 재지정 운영(2023~2026)
- 2024년 3월 1일 : 제15대 정원미 교장 취임
- 2025년 1월 10일 : 제37회 졸업 112명 (총인원 11,698명)
- 2025년 3월 4일 : 신입생 108명 입학(5학급 남자 43명, 여자 65명)

## 참고 자료
- 용봉중학교 - 한국교육학술정보원 학교알리미